# Levera Pond
Levera Pond (auch französisch Etang de Levera) ist ein Teich auf der Karibik-Insel Grenada und mit dem umgebenden Levera Wetland ein wichtiges Ramsar-Feuchtgebiet. Das Levera Wetland umfasst eine Fläche von 518 ha. Es liegt im Norden der Insel im Parish Saint Patrick.

## Geographie
Das Feuchtgebiet liegt am Nordende der Insel Grenada zwischen Grenada Bay und Irvins Bay. Das Gebiet ist mit dichtem Buschwald bewachsen. Ein beliebtes Ausflugsziel ist der Welcome Stone im Südwesten des Gebiets, der einen großartigen Rundblick über den Levera National Park und Bedford Point (Pointe de Levera) sowie die Inseln Sugarloaf, Green Island, Sandy Island und Bird Island vor der Küste bietet. An der Küste liegen die Strände Bathway Beach (Grenada Bay) und Levera Beach (Levera Bay). Das Gebiet ist nach der Ramsar-Konvention geschützt. Ein Hotel-Bauvorhaben bedroht jedoch das wichtige Naturgebiet.

## Natur
Es gibt viele Eidechsen, Orchideen und Gürteltiere sowie Monameerkatzen. Vogelarten sind Indianerblässhuhn (Fulica americana), Schwarzkopf-Ruderente (Oxyura jamaicensis), Reiher, Schneckenweih (Rostrhamus sociabilis), Breitflügelbussard (Buteo platypterus, broad-winged hawk), Antillensegler (Chaetura martinica, Lesser Antillean swift), Antillenorganist (Chlorophonia flavifrons, Lesser Antillean euphonia), Mohrenreisknacker (Sporophila crassirostris), Grauer Königstyrann (Tyrannus dominicensis), Rallenkranich (Aramus guarauna) sowie Purpurkehlkolibri (Eulampis jugularis, purple-throated carib) und Antillenhaubenkolibri (Orthorhyncus cristatus, Antillean crested hummingbird).